# Kalatówki

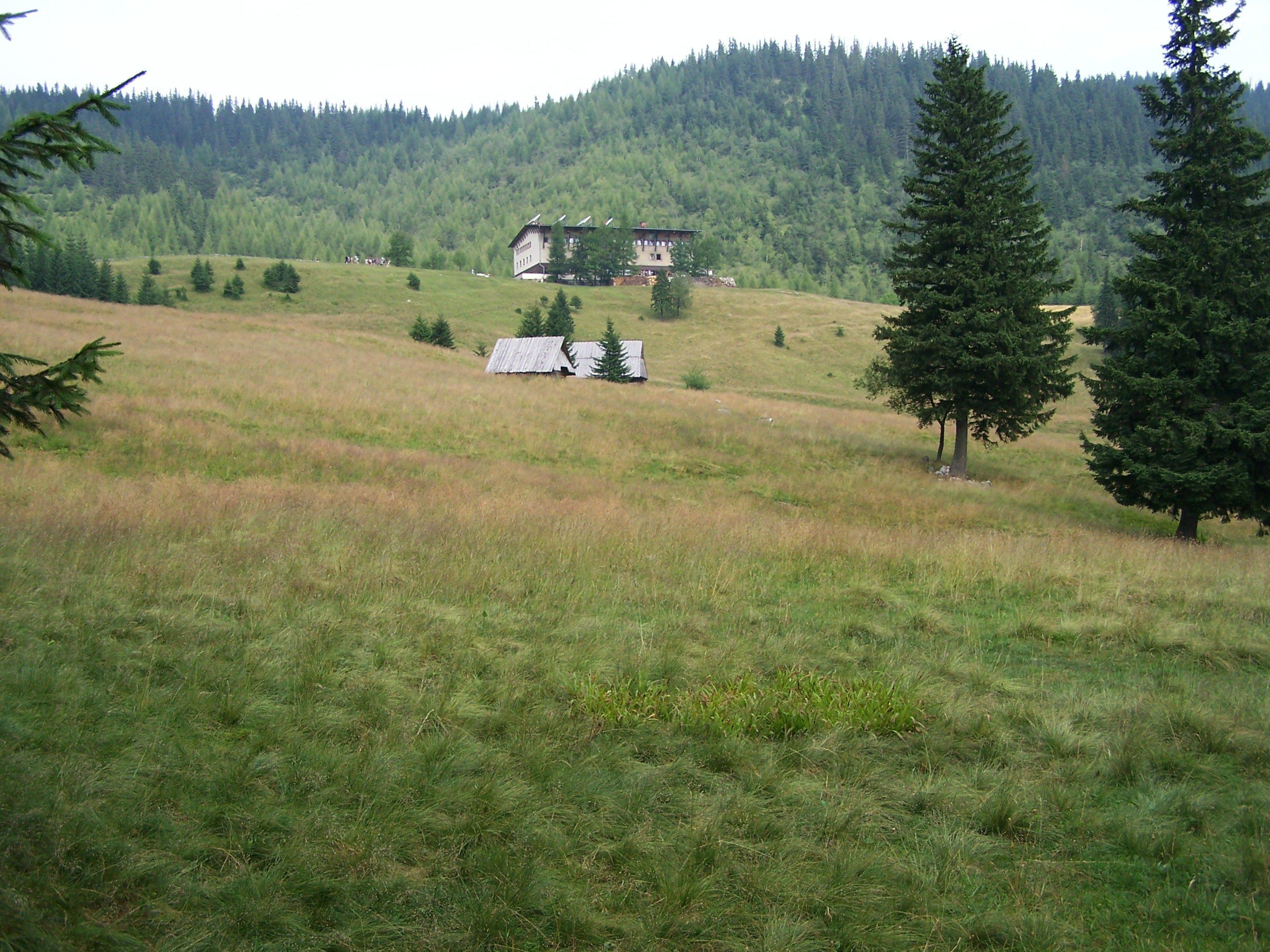
Widok z nartostrady na Hotel Kalatówki

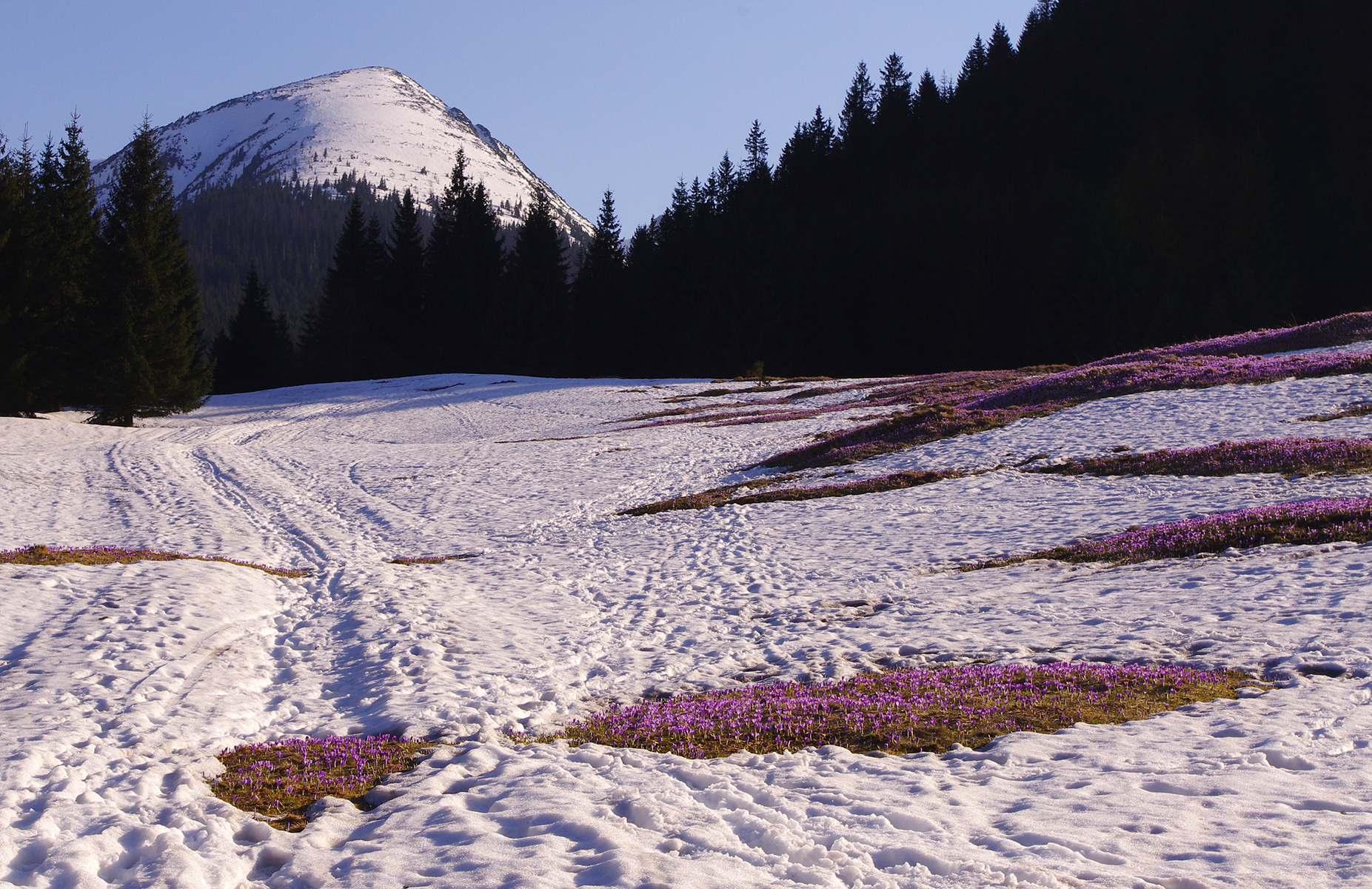
Kalatówki i widok na Kondratowy Wierch

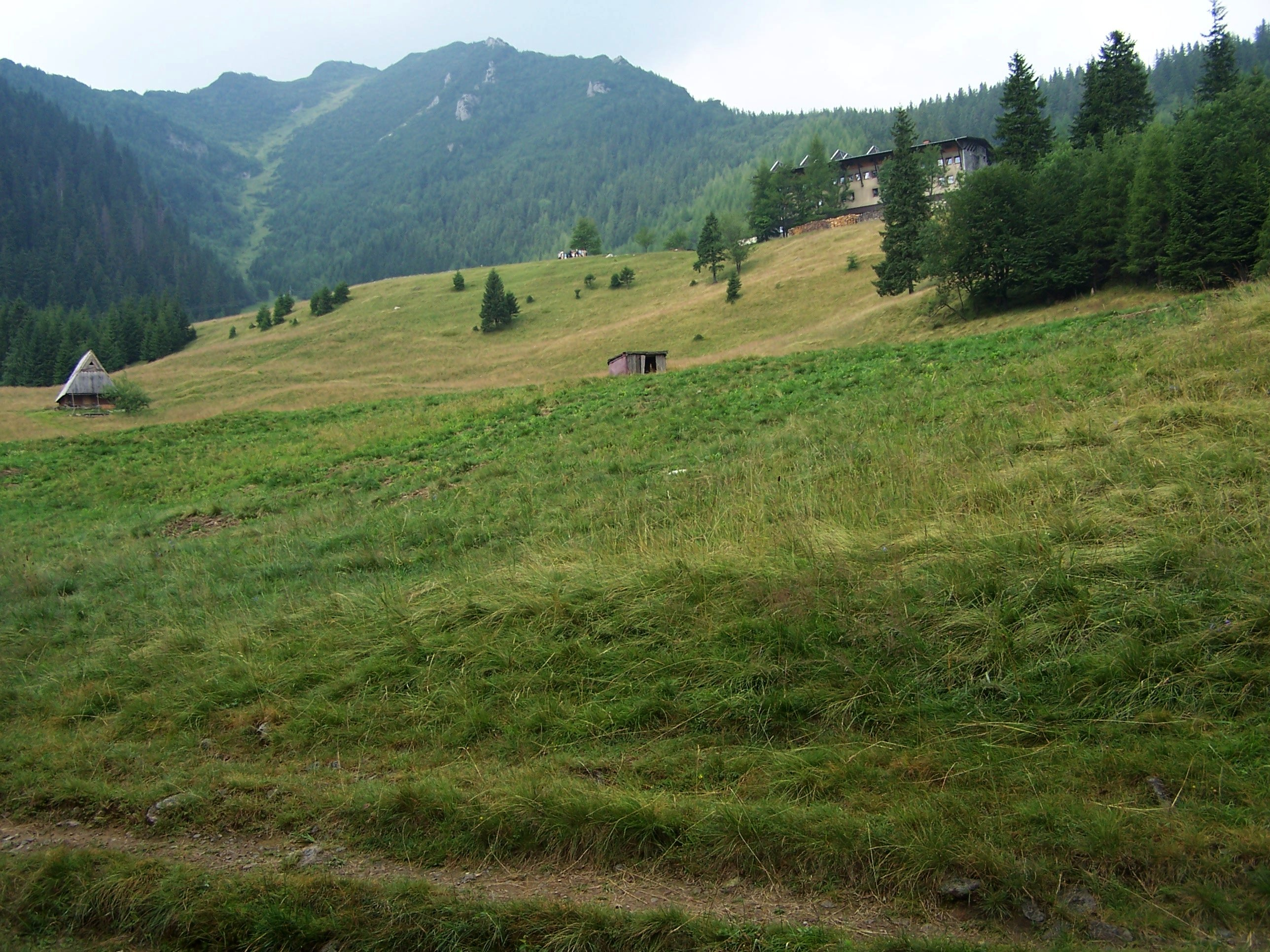
Polana Kalatówki i Kalackie Koryto

Kalatówki – polana reglowa leżąca w Dolinie Bystrej w Tatrach Zachodnich. Jest to stosunkowo płaski, otwarty teren, otoczony z wszystkich stron lasem, z widokami na rejon Kasprowego Wierchu.

## Opis polany
Od wschodniej i północnej strony stoki polany łagodnie opadają do zalesionej doliny potoku Bystra. Od pozostałych stron otoczone są zalesionymi wzniesieniami Kalackiej Turni i Kalackiego Upłazu. Spod Kalackiej Kopy pomiędzy Kalacką Turnią a Kalackim Upłazem opada na Kalatówki trawiasty, stromy i długi żleb Kalackie Koryto. Dolna część polany (przy potoku Bystra) znajduje się na wysokości 1160–1200 m n.p.m., górna – 1200–1250 m n.p.m. Rozdzielone są moreną boczną dawnego lodowca Bystrej.
Na Kalatówkach istniał pierwszy w polskich Tatrach ośrodek narciarski i w 1910 r. odbyły się tu pierwsze w Tatrach zawody narciarskie. Urządzano tutaj slalomy, zjazdy, a nawet skoki narciarskie. Obecnie w dalszym ciągu Kalatówki są popularne wśród narciarzy, działa tu szkółka narciarska i funkcjonują wyciągi narciarskie Kalatówki. Wiosną, w czasie topnienia śniegów zakwitają masowo krokusy. Z rzadkich w Polsce roślin występuje złoć mała.
Nazwa polany pochodzi od nazwiska dawnych właścicieli, Kalatów, którzy już w XIV wieku byli sołtysami w miejscowości Szaflary. Polana była koszona i wchodziła w skład Hali Kalatówki. W użytkowaniu znajdowała się już od XVIII w. W 1938 r. stało na niej 11 szałasów. Po zniesieniu pasterstwa obszar polany częściowo uległ zalesieniu. Wspomnieniem po dawnym pasterstwie jest jeden wysokozrębowy, szerokofrontowy szałas z czterospadowym, krytym deskami dachem, z początku XX wieku. Obecnie polana jest własnością TPN. Ponownie wprowadzono na niej tzw. kulturowy wypas owiec.

## Zabudowania Kalatówek
Oprócz polany Kalatówki to również część należącego do Zakopanego osiedla Kuźnice. Z Kuźnic do polany prowadzi brukowana granitowymi kamieniami droga Brata Alberta. Przy drodze tej znajduje się zaprojektowany przez Stanisława Witkiewicza klasztor Albertynek na Kalatówkach z 1898 roku, a w nim pochodząca z 1902 r. pustelnia Brata Alberta. Do Kalatówek należy również drugi klasztor Albertynów na Śpiącej Górze, położony w lesie na stokach Krokwi. Na wale morenowym polany Kalatówki stoi murowany hotel górski PTTK Kalatówki, zaś do dzisiejszych czasów nie przetrwało zlokalizowane na południowym skraju polany drewniane schronisko Tatrzańskiego Towarzystwa Narciarzy.

## Szlaki turystyczne
z Kuźnic na Giewont przez Dolinę Kondratową. Szlak rozdwaja się przy klasztorze Albertynek i łączy z powrotem w pobliżu Wywierzyska Bystrej. Zachodnia nitka przechodzi obok hotelu górskiego, wschodnia przebiega skrajem polany.
- Czas przejścia z Kuźnic do hotelu górskiego Kalatówki: 35 min, ↓ 25 min
- Czas przejścia z Kuźnic wschodnią odnogą szlaku do schroniska na Hali Kondratowej: 1:20 h, ↓ 1 h
- Czas przejścia z hotelu górskiego do schroniska na Hali Kondratowej: 50 min, ↓ 40 min

 (Ścieżka nad Reglami) biegnąca początkowo razem z niebieskim, odłączająca się od niego na terenie Hali Kalatówki i biegnąca w kierunku Doliny Białego i Sarniej Skały. Czas przejścia z Kalatówek na Czerwoną Przełęcz: 1:25 h, z powrotem 1:20 h.

## Nartostrady
dolną częścią polany, w pobliżu potoku Bystra, przebiega trasa nartostrady z Doliny Goryczkowej do Kuźnic.